# 延吉人民体育場
延吉人民体育場（えんきつじんみんたいいくじょう、簡体字中国語: 延吉人民体育场、朝鮮語: 연길 인민 체육장）は、中華人民共和国の吉林省延辺朝鮮族自治州延吉市にある多目的スタジアム。

## 概要
主にサッカーの試合に用いられる。収容人数は50,000人、敷地面積は70,000平方メートル。
現在、中国サッカー・甲級リーグに所属する延辺富徳足球倶楽部がホームスタジアムとして利用している。